# Parque Aterro Sapopemba
O Parque Aterro Sapopemba é um parque urbano localizado no distrito de São Rafael, na cidade de São Paulo, Brasil.
O local era um antigo aterro sanitário que teve suas operações encerradas em 1986.
Foi criado em 27 de dezembro de 2012 pelo Decreto Nº 53.674 pelo então prefeito de São Paulo, Gilberto Kassab.